# Margina
Margina (in ungherese Marzsina, in tedesco Marschina) è un comune della Romania di 2363 abitanti, ubicato nel distretto di Timiș, nella regione storica del Banato. 
Il comune è formato dall'unione di 9 villaggi: Breazova, Bulza, Coșevița, Coșteiu de Sus, Groși, Margina, Nemeșești, Sintești, Zorani.
Il principale monumento del comune è la chiesa lignea Cuvioasa Paraschiva, costruita nel 1797.
Margina ha dato i natali allo scrittore Sorin Titel (1935-1985).

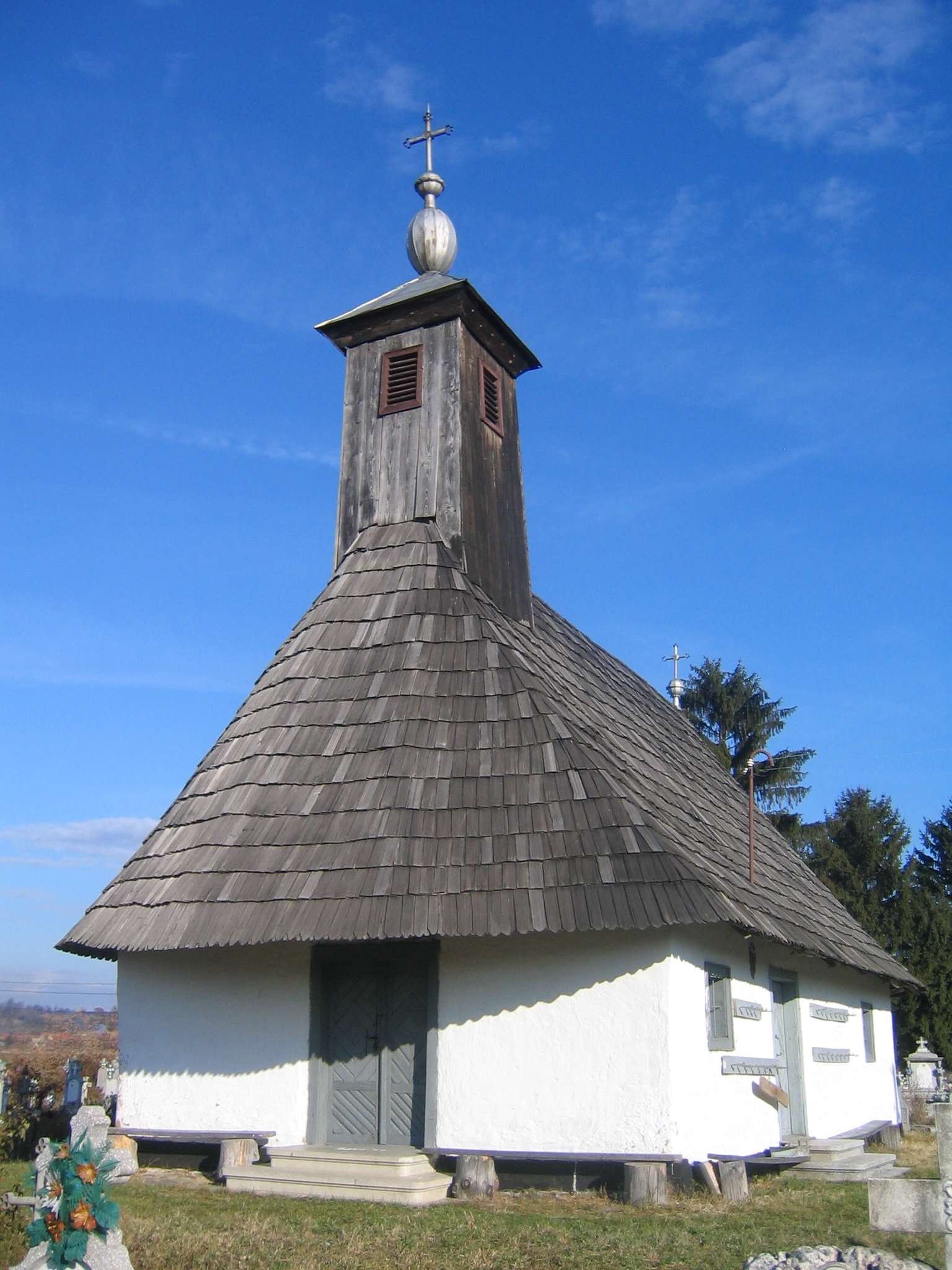
La chiesa lignea di Margina